# Article 10 de la Charte canadienne des droits et libertés
L'article 10 de la Charte canadienne des droits et libertés est l'article de la Charte des droits de la Constitution du Canada qui énumère les droits dont disposent les Canadiens lors de leur arrestation ou de leur détention, dont le droit de consulter un avocat et le droit à l'habeas corpus. Comme tous les droits juridiques garantis par la Charte, les droits à l'article 10 peuvent être outrepassés par l'article 1 et la disposition de dérogation. Toutefois, l'article 10 est à l'origine d'un très grand nombre de litiges et a eu un impact dans plusieurs autres affaires.

## Texte
L'article se lit comme suit :

« 10. Chacun a le droit, en cas d'arrestation ou de détention :
a) d'être informé dans les plus brefs délais des motifs de son arrestation ou de sa détention;
b) d'avoir recours sans délai à l'assistance d'un avocat et d'être informé de ce droit;
c) de faire contrôler, par habeas corpus, la légalité de sa détention et d'obtenir, le cas échéant, sa libération. »

— Article 10 de la Charte canadienne des droits et libertés

## Explication d'arrestation ou de détention
L'alinéa 10(a) exige qu'un individu qui est mis en état d'arrestation ou détenu doit être informé de la raison. Dans R. c. Latimer (1997), la Cour suprême du Canada a examiné un argument selon lequel une personne, Robert Latimer, a été informée de sa « détention », mais n'a pas été informée qu'elle était en état d'« arrestation » et qu'elle pourrait être accusée du meurtre de sa fille. La Cour a jugé que l'article 10(a) n'était pas violé. L'alinéa 10(a) a pour objectif de s'assurer que les personnes arrêtées ou détenues sont conscients de la gravité de leur situation. Latimer a affirmé que puisque la police n'a parlé que de détention et non d'arrestation, il n'était pas entièrement conscient de gravité de la situation dans laquelle il se trouvait. Il a également affirmé que c'était la raison pour laquelle il n'a pas parlé à un avocat. La Cour a jugé que les mots exacts n'étaient pas importants, mais plutôt la façon dont la situation peut être interprétée par le suspect. Il était raisonnable de supposer que Latimer était pleinement conscient de sa situation puisqu'il a été informé de sa détention en connexion avec la mort de sa fille. La police avait affirmé de façon explicite que la situation était sérieuse et l'a informé des droits que possède un individu en état d'arrestation.

## Assistance d'un avocat
Le droit de consulter un avocat est considéré comme étant de première importance, et les tribunaux sont compréhensifs lorsque, même dans des cas où la personne arrêtée ou détenue a préféré ne pas consulter un avocat, il est subséquemment affirmé que l'article 10 a été violé parce que la personnée détenue ou arrêtée n'était pas consciente de l'importance d'un avocat. Ceci s'applique par exemple lorsque la personne en question a un Q.I. inférieur à la moyenne.
L'article 10 est interprété de façon à garantir non seulement le droit de consulter un avocat, mais également le droit d'être informé de ce droit, le droit à l'aide juridique, et le droit d'être informé du droit de demander une assistance juridique.
Bien que le droit à l'assistance d'un avocat ait été présent dans la Déclaration canadienne des droits de 1960, le droit d'être informé de ce droit est une nouveauté en matière de droits canadiens. En effet, dans l'affaire Hogan c. La Reine (1978), la Cour suprême a jugé que le droit d'être informé du droit à l'assistance d'un avocat n'existait même pas de façon sous-jacente
dans la Déclaration des droits. Comme l'écrivent les professeurs Ted Morton et Rainer Knopff : « Dans les faits, l'article 10(b) de la Charte annule la décision Hogan. »
Dans R. c. Bartle (1994) la Cour suprême a jugé que le droit d'être informé du droit à l'assistance juridique comprend le droit d'être informé de l'existence des avocats de service et comment y avoir accès (par un appel téléphonique gratuit).
Dans R. c. Manninen, la Cour suprême énonce les obligations des agents de la paix relativement au droit à l'assistance par avocat. «  Premièrement, la police doit fournir au détenu une possibilité raisonnable d'exercer sans délai son droit d'avoir recours à l'assistance d'un avocat ». Deuxièmement, elle doit « cesser d'interroger ou d'essayer d'obtenir des preuves du détenu jusqu'à ce qu'il ait eu une possibilité raisonnable d'avoir recours aux services d'un avocat ».

## Sources
Jugement de la Cour Suprême du Canada:  La Reine contre Sinclair (R. v. Sinclair, 2010 SCC 35)
- (en) Cet article est partiellement ou en totalité issu de l’article de Wikipédia en anglais intitulé « Section Ten of the Canadian Charter of Rights and Freedoms » (voir la liste des auteurs).